# العاصفة النهائية (فلم)
العاصفة النهائية (بالإنجليزية: The Final Storm) هو فيلم حركة ورعب تم انتاجه في ألمانيا وكندا وصدر سنة 2010 بطولة لورين هولي وستيف باسيس ولوك بيري.

## القصة
اثناء حدوث عاصفة قوية شخص يدعى «سيلاس» يجد ملجئ مع شخصين اخرين «توم» و «وجيليان» لكن لا يعرفون ان هناك كابوس مرعب ينتظرهم.

## الميزانية والإيرادات
كلف الفيلم 5 مليون دولار.

## وصلات خارجية
- مقالات تستعمل روابط فنية بلا صلة مع ويكي بيانات

العاصفة النهائية على IMDb
العاصفة النهائية على Rotten Tomatos